# ザブハン川
ザブハン川 (ザブハンがわ、Завхан голザブハン・ゴル) とは、ハンガイ山脈よりヒャルガス湖に流れ込むモンゴル国の河川である。長さは670km 、流域面積は約 71,000 km2。流域の大部分はゴビ・アルタイ県とザブハン県の県境を流れる。

## 歴史
モンゴル帝国時代には第4代皇帝モンケ・カアンの一族の領地であったようで、『集史』クビライ・カアン紀には帝位継承戦争中にモンケの息子ウルン・タシュが「ザブハン・ムレン(جابقان موران/jābqān mūrān) と呼ばれる河川」にいたとの記録がある。
古くは査巴哈と記され、清代には札布噶河と音写されていた。ザブハン川流域は17世紀以降ジューンガルとハルハが抗争する地域となっており、清軍のジューンガル遠征に従軍した方観承の記述には「ハルハの兵のザブハン川を守る者は、河魚を食料とし多くが病となった。ザブハンを訳して流沙と言った」との一節がある。清朝が北モンゴルを完全に支配下に置くと、サイン・ノヤン部左翼中旗などの遊牧地とされた。

## 水系の構成
ヒャルガス湖を末端湖として、ハル湖、ハル・ウス湖などと一体の水系を構成している。
- ヒャルガス湖
  - ザブハン川
    - アイラグ湖
    - テール川 (Тээлийн гол/Teeliin Gol)
      - ハル湖（モンゴル語版、英語版）、ドルゴン湖
        - チョノハライハ川 (Чоно харайх гол/Chono Kharaikh gol)
          - ハル・ウス湖
            - ホブド川
              - アチト湖（モンゴル語版、英語版）

            - ボヤント川（モンゴル語版）（Buyant River）